# نازك إدا قادين
نازك إدا قادين أفندي (بالتركية العثمانية: نازك ادا قادن افندی، وبالتركية الحديثة: Nazikedâ Kadınefendi) ـ (حوالي 1848 ـ 11 أبريل 1895) هي الزوجة الأولى للسلطان العثماني عبد الحميد الثاني في الفترة من زواجهما سنة 1863 إلى وفاتها في 11 أبريل 1895. تزوجها عبد الحميد في قصر دولمه باهتشه بالآستانة سنة 1863، أي قبل سلطنته، بعد أن رآها في قصر أخته جميلة سلطان. ورُزقت منه ـ بعد خمس سنوات من الزواج ـ بابنة وحيدة، توفيت في السابعة من عمرها.

## وفاتها
توفيت نازك إدا في قصر يلدز بالآستانة (إسطنبول) في 11 أبريل 1895 ودُفنت في ضريح السلطان مراد الخامس بمسجد يني جامع في الآستانة.